# Oxford City F.C.

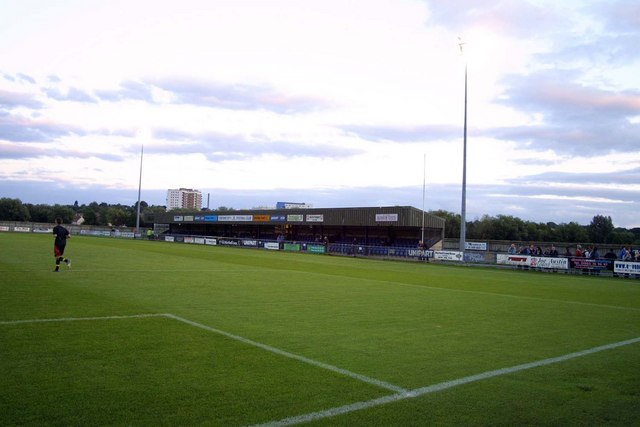
Marsh Lane, sân nhà của Oxford City F.C.

Câu lạc bộ Oxford City là một câu lạc bộ bóng đá Anh đến từ Marston, Oxford. Đội hiện đang thi đấu tại National League South, cấp độ thứ sáu của bóng đá Anh, và chơi các trận đấu trên sân nhà tại Marsh Lane.

## Lịch sử
Câu lạc bộ chơi trận đấu đầu tiên được ghi lại vào tháng 12 năm 1883 và nhanh chóng trở thành câu lạc bộ hàng đầu ở Oxfordshire, vô địch FA Amateur Cup năm 1906, trước khi gia nhập Isthmian League vào năm sau.
Vào nửa sau của thế kỷ 20, câu lạc bộ đã đi vào suy thoái và nhanh chóng tụt lại phía sau Headington United sau khi câu lạc bộ đó chuyển sang chuyên nghiệp vào năm 1949. Một nỗ lực đã được thực hiện để đưa câu lạc bộ trở lại thành công vào năm 1979 khi nó trở thành một công ty hữu hạn và sau đó khi huyền thoại Bobby Moore được bổ nhiệm làm huấn luyện viên cùng với người đồng đội cũ ở West Ham United là Harry Redknapp làm trợ lí.
Câu lạc bộ đạt đến điểm suy thoái nhất vào năm 1988 khi đội bị đuổi khỏi White House Ground bởi chủ đất Brasenose College, người đã bán nó để lấy nhà ở. Bị buộc phải từ chức Isthmian League, câu lạc bộ đã không cải tổ và trở lại bóng đá cao cấp cho đến năm 1990 khi có trụ sở tại Cutteslowe Park, đội tham gia South Midlands League Division One, giành quyền thăng hạng trong mùa giải đầu tiên. Đội trở lại Isthmian League vào năm 1993 cùng lúc chuyển đến sân hiện tại. Câu lạc bộ tiếp tục vượt qua các hạng đấu của giải trong suốt những năm 1990 và lọt vào trận chung kết FA Vase vào năm 1995.
Điểm nổi bật của thập kỷ tiếp theo bao gồm hai năm ở Isthmian League Premier Division và màn thi đấu hoành tráng ở Cúp FA mùa giải Cúp FA 1999-2000 mà đỉnh cao là cuộc chiến ba trận đấu với Wycombe Wanderers ở Vòng Một, cuối cùng bị dẫn trước 1-0 trên sân Manor Ground của Oxford United. Trận đá lại đầu tiên đã bị bỏ dở do có chuông báo cháy ngay khi loạt sút luân lưu sắp bắt đầu; Đây vẫn là trận đấu duy nhất của FA Cup phải đá lại lần thứ hai vì FA đã ra phán quyết rằng tất cả các trận đấu phải được giải quyết sau tối đa hai trận. Sự thay đổi quy tắc này cũng có nghĩa là kỷ lục Cúp FA khác của City - sáu trận cần thiết trước khi thua Alvechurch ở mùa giải 1971-72 - có lẽ sẽ không bao giờ bị đánh bại.
Năm 2005, câu lạc bộ bị xuống hạng trở lại South Midlands League, nhưng đã được thăng hạng vào lần đầu tiên dưới sự dẫn dắt của huấn luyện viên Andy Lyne, giành cả chức vô địch và Premier Cup.
Vào tháng 11 năm 2006 Lyne từ chức huấn luyện viên để trở thành Giám đốc bóng đá của câu lạc bộ. Ông được Justin Merritt kế nhiệm làm Giám đốc Cầu thủ và cựu cầu thủ Oxford United Mike Ford làm trợ lý. Merritt sau đó từ chức vào tháng 8 năm 2009 và Ford tiếp quản vị trí quản lý.
Vào ngày 3 tháng 5 năm 2008, Oxford City được thăng hạng từ Southern League Division One South and West với chiến thắng 1-0 trước Uxbridge. Trong mùa giải đầu tiên ở Premier Division, đội đã kết thúc ở vị trí thứ 6, suýt chút nữa đã bỏ lỡ vòng play-off.
Mùa giải 2011-12 Oxford City về thứ 2 sau khi suýt chút nữa đã bỏ lỡ danh hiệu này. Họ đã giành chiến thắng trong trận chung kết playoff trước AFC Totton để giành quyền thăng hạng Conference North lần đầu tiên trong lịch sử. Câu lạc bộ đã có một mùa giải đầu tiên thành công ở Conference North, kết thúc ở vị trí thứ 10, hơn khu vực xuống hạng 11 điểm. Mùa giải tiếp theo đã chứng tỏ một cuộc đấu tranh nhiều hơn, khi ban đầu kết thúc trong khu vực xuống hạng sau khi bị trừ ba điểm vì đã loại một cầu thủ không đủ điều kiện, và chỉ được miễn xuống hạng sau khi Vauxhall Motors rút khỏi Football Conference. Mike Ford rời câu lạc bộ ngay sau khi mùa giải kết thúc.
Vào ngày 18 tháng 5 năm 2014, Oxford City bổ nhiệm Justin Merritt làm huấn luyện viên; ông được tham gia cùng với Trợ lý Danny Nicholls với vai trò huấn luyện cho các cựu cầu thủ Mark Jones và Alan Foster và Enrique Guillen tiếp tục vai trò huấn luyện của mình tại câu lạc bộ. Trong mùa giải 2015-16, đội chuyển từ Conference North sang Conference South - hạng đấu được đổi tên thành National League South. Merritt từ chức vào tháng 12 năm 2016, trở thành tổng giám đốc của câu lạc bộ, và Mark Jones tiếp quản vị trí huấn luyện viên đội một, ban đầu trên cơ sở huấn luyện viên tạm quyền.
Mùa giải 2017-18 The Hoopsđã có một trận đấu lịch sử tại FA Cup. Dưới sự dẫn dắt của Mark Jones, lần đầu tiên trong lịch sử, Man City đánh bại đối thủ của giải bóng đá bằng chiến thắng 1-0 trước Colchester. Sau đó, trong lần đầu tiên góp mặt ở Vòng Hai sau 47 năm, câu lạc bộ đã bị đánh bại trong gang tấc với bàn thắng ở phút bù giờ trước Notts County, trong một trận đấu được phát sóng trực tiếp trên BT Sport. Phong độ tốt trong các giải đấu cúp được theo sau với chiến thắng trong trận chung kết Oxfordshire Senior Cup lần đầu tiên sau 15 năm vào cuối mùa giải.
Thành công ở cúp quốc gia của City tiếp tục diễn ra trong mùa giải 2018-19, khi đội lọt vào Vòng Một Cúp FA mùa thứ hai liên tiếp. Sau trận hòa 3-3 trên sân khách tại Tranmere Rovers của League Two, câu lạc bộ đã bị loại trong trận đấu lại trước ống kính của kênh BT Sport TV tại Marsh Lane. The Hoops cũng giữ được Oxfordshire Senior Cup, với tỷ số 3-1 khi đánh bại Banbury United 4-3 trong một trận chung kết gay cấn.
Vào tháng 10 năm 2019, Mark Jones đã rời bỏ vai trò huấn luyện viên của mình bởi 'thỏa thuận đôi bên', chỉ 48 giờ sau khi giúp đội vào vòng Một Cúp FA năm thứ ba liên tiếp. Các cựu danh thủ Justin Merritt và Andy Ballard đã tiếp quản vị trí quản lý tạm thời.
City là một Câu lạc bộ Cộng đồng Tiêu chuẩn Điều lệ FA và có hơn 37 đội, với các đội nam, nữ, nam trẻ và nữ trẻ.

## Sân vận động
Oxford City chơi các trận đấu trên sân nhà tại Marsh Lane, Marston, Oxford, Oxfordshire, OX3 0NQ.

## Cầu thủ

### Đội hình hiện tại
Ghi chú: Quốc kỳ chỉ đội tuyển quốc gia được xác định rõ trong điều lệ tư cách FIFA. Các cầu thủ có thể giữ hơn một quốc tịch ngoài FIFA.
| Số | VT | Quốc gia | Cầu thủ            |
| -- | -- | -------- | ------------------ |
| —  | TM | Anh      | Steven Caro        |
| —  | TM | Anh      | Craig King         |
| —  | HV | Anh      | Ben Jefford        |
| —  | HV | Anh      | Eddie Jones        |
| —  | HV | Anh      | Tarik Moore-Azille |
| —  | HV | Anh      | Joe Oastler        |
| —  | HV | Anh      | Finn Tapp          |
| —  | TV | Anh      | Josh Ashby         |
| —  | TV | Anh      | Ben Barrett        |
| —  | TV | Anh      | Craig Fasanmade    |
| —  | TV | Anh      | Reece Fleet        |

| Số | VT | Quốc gia | Cầu thủ         |
| -- | -- | -------- | --------------- |
| —  | TV | Anh      | Zac McEachran   |
| —  | TV | Anh      | Jack Self       |
| —  | TV | Anh      | Kyran Wiltshire |
| —  | TV | Anh      | Jenson Wright   |
| —  | TĐ | Anh      | Elliot Benyon   |
| —  | TĐ | Anh      | Stefan Brown    |
| —  | TĐ | Anh      | Rhys King       |
| —  | TĐ | Anh      | Nana Owusu      |
| —  | TĐ | Anh      | Daniel Rowe     |
| —  | TĐ | Anh      | Jaanai Gordon   |

## Huấn luyện và nhân viên y tế
- Quản lý: David Oldfield (cầu thủ bóng đá)
- Huấn luyện viên: Ross Jenkins[6]
- Huấn luyện viên thủ môn: Alan Foster

## Danh hiệu
- Oxfordshire Senior Cup:[7]
  - Vô địch (35)
- Tournoi de Pâques du Stade Français
  - Vô địch (1): 1921[8]

## Kỉ lục câu lạc bộ
- Thành tích tốt nhất ở giải quốc nội: thứ 2 ở Southern League Premier Division 2011-12, Thắng playoff
- Thành tích tốt nhất ở giải quốc nội: thứ 2 ở Isthmian League, 1934-35 và 1945-46
- Thành tích tốt nhất tại Cúp FA: Vòng Hai, 1969-70 và 2017-18
- Thành tích tốt nhất tại FA Amateur Cup: Vô địch, 1905-06
- Thành tích tốt nhất tại FA Trophy: Vòng 16 đội (2015-16)
- Thành tích tốt nhất tại FA Vase: Chung kết, 1994-95
- Số khán giả đông nhất: 2,276 v Oxford United, 8 tháng 7 năm 2017 - giao hữu trước mùa giải để mở sân 3G mới